# Occident (Lokomotive)
Occident war eine Feldbahn-Lokomotive der Lokomotivfabrik Krauss & Co. in München, die der belgische König Leopold II. 1888 dem Sultan von Marokko Mulai al-Hassan I. geschenkt hat.

## Geschichte
Die Lokomotive, deren Name Occident in arabischen Buchstaben auf ihr eingraviert war, war sowohl wegen ihres Bestimmungsortes als auch wegen ihrer Konstruktion ungewöhnlich: Sie war zusammen mit einem Wagen und einem Kilometer transportabler Gleise ein Geschenk des belgischen Königs an den Sultan von Marokko. Da das gesamte Material auf dem Rücken von Kamelen vom Hafen in die Hauptstadt Meknès transportiert werden musste, durften die einzelnen Teile ein bestimmtes Gewicht nicht überschreiten. Eine Karawane mit 150 Kamelen war nötig, um das gesamte Material nach Meknès zu transportieren, nachdem es am 8. Dezember 1887 per Schiff zwischen Tanger und Mogador angekommen war.
Die Bahn war nach dem Decauville-System gebaut, hatte eine Spurweite von 600 mm, die Schienen wogen 6 kg/m, ein 5 Meter langes Gleisjoch wog nur 80 kg. Die schwersten Teile der Lokomotive, nämlich Rahmen und Kessel, wogen jeweils nur 300 Kilogramm. Der Wagen ähnelte einem Straßenbahnwagen, hatte Sitzplätze für zwölf Personen und sein Rahmen wog 200 kg. Die Lokomotive hatte eine Leistung von etwa 4 PS und erreichte bei halber Beladung eine Geschwindigkeit von 14,4 km/h.
Es handelte sich um eine zweiachsige Tenderlokomotive, die, um Leichtigkeit mit Langlebigkeit zu vereinbaren, größtenteils aus Stahl und Phosphorbronze konstruiert war, wobei die Zylinder, Kolben, Stangen und alle Lager aus letzterem Metall bestanden. Als Brennstoff wurde Holz verwendet, so dass eine relativ große Feuerbüchse und ein amerikanischer Funkenfänger-Schornstein vorgesehen wurden.
Nach der Beratung mit Gelehrten und religiösen Würdenträgern verzichtete der Sultan zunächst auf den von der belgischen Regierung und von Edouard Whettnall, dem belgischen Generalkonsul in Marokko, empfohlenen Bau einer längeren Eisenbahnstrecke, da diese die Ruhe in den Dörfern gestört hätte.  Die Lokomotive blieb erhalten und wurde später von der CFM am Bahnhof von Rabat ausgestellt, bis sie in den Wirren des Zweiten Weltkriegs verschwand.